# Gustavo Álvarez Gardeazábal
Gustavo Álvarez Gardeazábal (Tuluá, Valle del Cauca, 31 de octubre de 1945) es un escritor, columnista y político colombiano, Doctor Honoris Causa en Literatura de la Universidad del Valle.Viviendo en Pasto, escribe su obra más reconocida y estudiada internacionalmente Cóndores no entierran todos los días en 1972, que recibió el elogio del Nobel guatemalteco Miguel Ángel Asturias y de intelectuales como James D. Brown y Jacques Gilard.

## Biografía
Hizo estudios de pregrado en la Pontificia Universidad Bolivariana de Medellín en la carrera de Ingeniería Química que luego abandonó. En 1964 cursó un trimestre en St. Michael's College en Vermont, Estados Unidos con énfasis en el idioma inglés, para luego matricularse en la Facultad de Letras e Historia en la Universidad del Valle donde obtuvo su licenciatura el 19 de junio de 1970 con la tesis "La novela de la violencia en Colombia", bajo la tutoría de William Langford, profesor de la Universidad de Notre Dame en Indiana. En la Universidad del Valle, tuvo como compañeros de estudios al periodista y fotógrafo Andrés Hurtado García, al poeta Harold Alvarado Tenorio y a Carmiña Navia. Hurtado García se doctoró en 1976 en la Universidad Complutense de Madrid, con una tesis de grado titulada: "La novelística de la violencia en Gustavo Álvarez Gardeazábal".
Luego de graduarse, Álvarez Gardeazábal enseñó literatura por dos años en la Universidad de Nariño en San Juan de Pasto y entre 1972 hasta 1980 en la Universidad del Valle. Viviendo en Pasto, escribe su obra más reconocida y estudiada internacionalmente Cóndores no entierran todos los días en 1972, que recibió el elogio del Nobel guatemalteco Miguel Ángel Asturias y de intelectuales como James D. Brown y Jacques Gilard.
Durante su vinculación con la Universidad del Valle, primero como estudiante y luego como docente, fue el promotor principal para invitar al claustro a figuras literarias de importancia internacional como Juan Rulfo, Jorge Edwards, Clarice Lispector, Fernando Alegría, Mario Vargas Llosa, Manuel Puig y Camilo José Cela, entre otros.
Álvarez Gardeazábal es abiertamente homosexual.

## Trayectoria como escritor
Reconocido ampliamente por su faceta de escritor, ha publicado numerosos libros y más de mil artículos y/o ensayos. Su novela más reconocida es Cóndores no entierran todos los días (1972), en la cual describe la violencia del país en mitad del siglo XX. Ganadora del Premio Manacor, fue llevada al cine por Francisco Norden. 
En 1984, ganó la prestigiosa beca de la Fundación John Simon Guggenheim por su contribución y creatividad literaria de ficción, que lo llevó de nuevo por un período a los Estados Unidos. En ese tiempo vivió en Ithaca, Nueva York donde inició la novela El Divino y fue invitado a hacer presentaciones de su obra en prestigiosas universidades de los Estados Unidos. Por varios años ha colaborado con una columna regular de análisis y crítica en el periódico "El Colombiano" de Medellín. Su trabajo periodístico tanto escrito como radial, se ha caracterizado por su independencia de criterio, su afán en la verificación de las fuentes y su osadía permanente en llamar por su nombre los casos de abuso de poder, despilfarro o corrupción oficial.
Su obra está referida a los temas de la violencia en Colombia, el fetichismo de la religión, la corrupción de los gamonales o caciques y en general al conflicto social. Pero también menciona pasajes que suceden en la intimidad y las indiscreciones sexuales de sus personajes en ocasiones jocosas y hasta ridículas. La estructura moderna de la novela y el lenguaje depurado le han ganado amplia aceptación.

## Obras
Novela
- Piedra pintada, 1965
- Cóndores no entierran todos los días, 1972, la adaptación cinematográfica fue dirigida por Francisco Norden en 1984.
- La boba y el Buda, 1972, ganadora del Premio Ciudad de Salamanca
- Dabeiba, 1972, finalista del premio Nadal, 1971
- La tara del Papa, 1972
- El bazar de los idiotas, 1974, adaptada como telenovela Caracol Televisión
- El titiritero, 1977
- Los míos, 1981
- Pepe botellas, 1984
- El Divino, 1986, adaptada como telenovela en 1987 por Caracol Televisión
- El último gamonal, 1987
- Los sordos ya no hablan, 1991
- Comandante Paraíso, 2002
- La resurrección de los malditos, 2008
- La misa ha terminado, 2014
- El resucitado, 2016

Cuentos
- Cuentos del Parque Boyacá, cuentos, 1979
- Las cicatrices de don Antonio, literatura infantil, 1997
- Las mujeres de la muerte, 2003
- La soledad también se hereda, cuentos, antología personal, 2015

Ensayos
- Manual de crítica literaria, divulgación, 1984
- Perorata, 1997
- La imaginación al poder, 1999
- Se llamaba el país vallecaucano, ensayo, 2001
- La novela colombiana entre la verdad y la mentira, ensayo, escrito en la cárcel para obtener rebaja de pena, 2000
- Prisionero de la esperanza, crónica, 2002
- La otra Historia de Tuluá, 2007

Crónicas y artículos periodísticos
- El gringo del cascajero, 1968
- Un anarquista de derecha, antología de crónicas, 2017
- Las guerras de Tuluá, Medellín, 2020
- Crónicas de gardeazabal, Cali,2022

Documentales
- Documental sobre los 50 años de Cóndores, realizado por Miguel Ernesto Yusti y Telepacifico[9]
- documental sobre Alvarez Gardeazabal,su vida y su obra[10]

## Trayectoria política
En el año de 1978 incursionó en el ámbito político siendo elegido Concejal de Cali y posteriormente Diputado a la Asamblea del Valle. En 1988 es elegido como primer alcalde popular de Tuluá, cargo que ejerció hasta 1990 cuando se presentó como candidato a la Asamblea Nacional Constituyente, pero no fue elegido. Posteriormente, en 1992 fue elegido nuevamente Alcalde de Tuluá, desde donde creó gran controversia al manifestar su desacuerdo a la ocupación por parte de la armada estadounidense del muelle de Juanchaco, en el municipio de Buenaventura.
En 1997 fue elegido Gobernador del Valle del Cauca para el periodo 1998-2000, con una amplia ventaja sobre su más cercano contendor, el exgobernador Carlos Holguín Sardi.
En el año de 1999 fue acusado de enriquecimiento ilícito por haber vendido en el año de 1992 una escultura por el valor de siete millones de pesos a quien resultó ser un testaferro de un narcotraficante. Fue hallado culpable y condenado a seis años y seis meses de prisión, lo que lo obligó a dimitir como Gobernador y pagar la condena. Álvarez Gardeazábal se refirió a su caso como "Orquestado por la campaña presidencial de Horacio Serpa y la embajada estadounidense".
Tras cumplir la pena de prisión, Álvarez Gardeazábal continuó escribiendo artículos y ensayos, a la vez que escribe columnas en diferentes periódicos y participó hasta el mes de diciembre de 2014 en el programa radial La Luciérnaga de Caracol Radio.

## Trayectoria intelectual
Como licenciado en Letras de la Universidad del Valle, su alma mater le concedió a Gardeazábal el título de doctor honoris causa en Literatura, el 14 de mayo de 2011, en una ceremonia llevada a cabo en la ciudad de Buga.
Beca Guggenheim, 1984/85
Doctorado honoris causa como abogado, en la Unidad Central del Valle del Cauca, Tuluá, 11 de noviembre de 2021 
Doctorado honoris causa en Ciencias Sociales y Humanas de la Universidad Simón Bolivar, Barranquilla, 25 de agosto de 2022

## Trayectoria en la radio
Después de su salida de la cárcel, fue contactado por Hernán Peláez, en ese entonces director de La Luciérnaga en 2005, para que fuese parte de este programa, como analista político, en reemplazo del periodista Edgar Artunduaga. Al principio generó muchas polémicas tanto de la Iglesia Católica en Colombia como de los sectores más conservadores y moralistas por su inclusión como periodista en Caracol Radio debido a su orientación sexual; pero la objetividad y seriedad en sus opiniones de los temas políticos por los que atravesaba Colombia por esa época apaciguaron estas críticas, convirtiéndolo en una de las figuras más influyentes de la opinión política radial del país. Esto causó que tuviera mucha aceptación en la mayoría de oyentes del programa. Sin embargo, generó también rechazo y repudio de muchos círculos políticos del país, quienes nunca estuvieron de acuerdo con las críticas de Álvarez Gardeazábal hacia la dirigencia política que gobernaba Colombia.
El 23 de abril de 2009, alrededor del mediodía, fue asaltado en su vivienda por un grupo de seis personas armadas, quienes lo intimidaron y sólo se llevaron sus dos computadores personales. Alrededor del hecho se desató una gran polémica por la presunta participación del ejército nacional, al ser descubierto un vehículo de esta entidad parqueado cerca de la residencia al momento del asalto. Estas sindicaciones cobran importancia, debido al papel de crítica y opinión que ejercía el escritor a través del espacio radial de La Luciérnaga. Más de cien escritores, poetas e intelectuales de Colombia, México, Francia, Inglaterra y Estados Unidos enviaron una carta de protesta al gobierno y demandaron protección a la integridad y la labor de Álvarez Gardeazábal.
Duró 9 años como integrante del elenco La Luciérnaga hasta que fue despedido del programa radial por Gustavo Gómez Córdoba quien reemplazó a Hernán Peláez como director, antes de iniciar las transmisiones del año 2015. Se rumoró que su salida inesperada de La Luciérnaga se debió que a Gómez no le gustaba la idea de tener a un homosexual opinando de política dentro del programa, tal como Álvarez Gardeazábal lo denunció en su columna 'Ariete' del diario ADN, donde se pronunció después de su salida abrupta del programa. También se sospecha que la cadena radial fue presionada por el Gobierno Nacional para despedirlo del programa puesto que, para ellos, resultaban molestas las opiniones de Álvarez Gardeazábal contra la dirigencia política en La Luciérnaga. Esto desató el enfado y desazón de Hernán Peláez por el maltrato que recibe Álvarez Gardeazábal en Caracol Radio al ser despedido de una manera arbitraria y grosera del programa radial que él dirigía, tal como lo reflejó en una entrevista dada a la emisora W Radio (Colombia) a finales de enero del 2015. Se cree, que esto causó una profunda ruptura entre Pelaéz y los directivos de Caracol Radio, acelerando su salida de esta cadena radial en diciembre del 2015.
En marzo de 2016, de nuevo es contactado por Hernán Peláez para hacer parte de un programa deportivo junto a él, en la emisora Candela Estéreo.